# Kaiteki
kaiteki（快的-かいてき）は、東京で活動する二人組のクロスメディアユニット。"空間とグラフィックデザインを楽しむ" をテーマにグラフィックワークを展開。WEB、グラフィックデザインを中心に活動している。

## 沿革
1998年に快的空間としてグラフィック制作、VJを中心に活動開始。2002年に快的と改名。
Vectore Lounge Singapore 参加、三菱製紙Print'em 参加、CGアニメーションの映像制作プロデュースと撮影監督、Nike Art of Speed 参加、STIJL on Mobile 参加、WOMB WEBのプロデュースなどがある。